# Bjärsjöholms slott

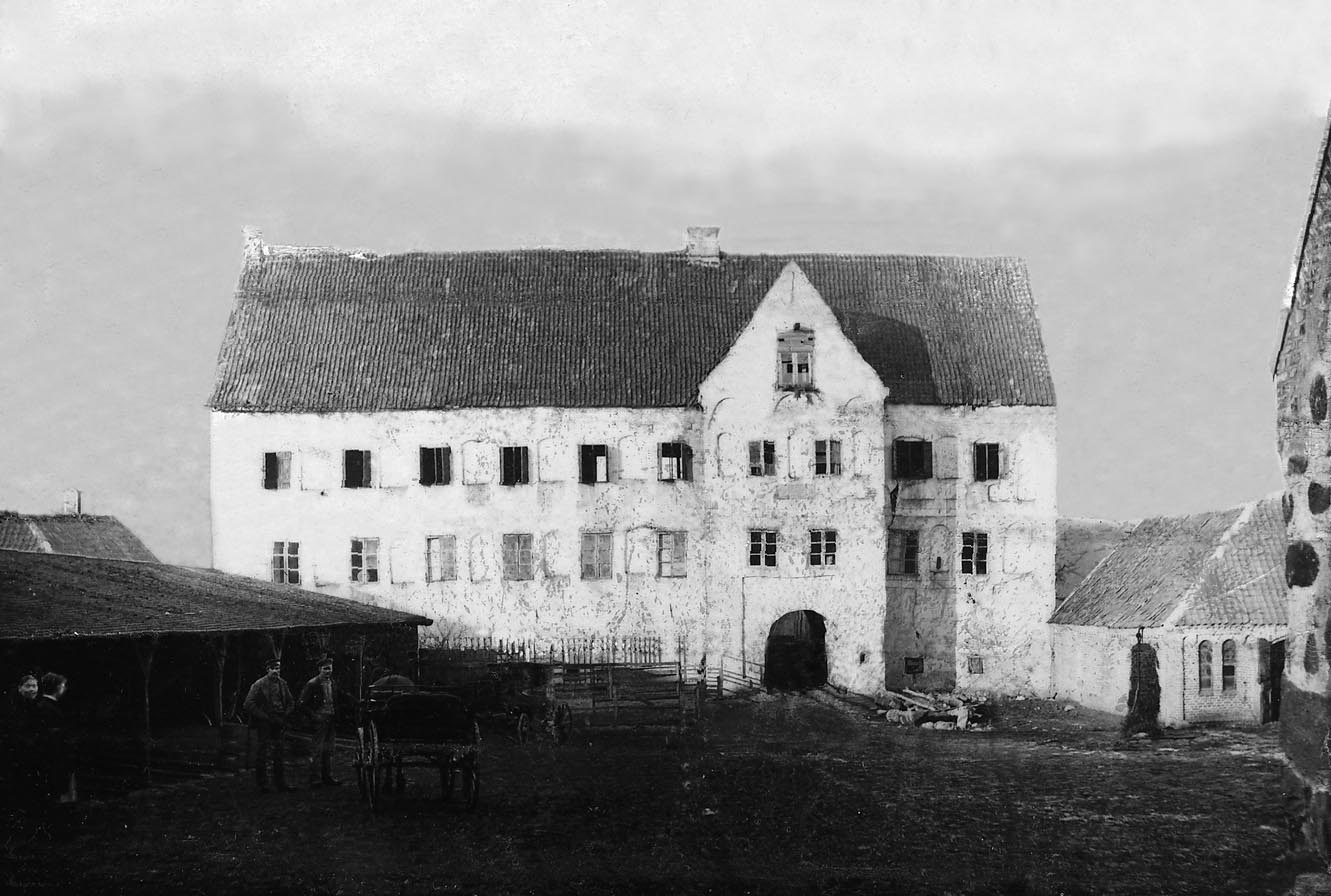
Bjersjöholms södra huvudlänga före rivningen 1889. Vy från söder. Endast den högra delen bredvid porten är bevarad.

Bjärsjöholm (även Bjersjöholm, Bergsjöholm) är två slott i Bjäresjö socken i Ystads kommun, belägna nära E65 och 3 km väster om Ystad.
Bjärsjöholm består egentligen av två slott. I norr ligger den gamla renässansborgen från 1576, uppförd av Björn Kaas mellan en höjd och en liten, numera torrlagd sjö. Den övergavs på grund av sättningar och ett nytt slott, ritat av Ferdinand Meldahl, uppfördes 1850. Efter 1986 har den gamla borgen restaurerats med gamla metoder.

## Historia
"Berghusagård" omtalas 1344. Troligen låg sätesgården invid Bjäresjö kyrka. Vid utgrävningar har påträffats stenmurar efter denna tidigmedeltida sätesgård. Egendomen ägdes 1344 av Ingemar Karlsson som detta år bevittnade en köpehandling. 1350 omtalas däremot "Berghusaholm" vilket kan ange tidpunkten för sätesgårdens flyttning ner på en holme i den närbelägna sjön. År 1366 stod riddaren Åge Ingvarsen Båd som ägare till borgen. Han var under 1360-talet kunglig fogde, gälkare, i Skåne. Hustrun Anne Gerhardsdotter gifte vid makens död om sig med Peder Munk. År 1386 donerade paret en större egendom till Lunds domkyrkas byggnadsfond. I början av 1400-talet och till mitten av 1500-talet ägdes gården av släkten Rotfeld. Den tillhörde sedan släkterna Kaas, Urup och Thott. 
År 1668 köptes Bjärsjöholm av Ebba Brahe, gift med generalfältherren Jakob De la Gardie. Vid hennes död 1674 övergick godset till hennes son Magnus Gabriel de la Gardie. År 1681 tvingades han sälja Bjersjöholm till fältmarskalken Otto Wilhelm Königsmarck. Från början av 1700-talet innehades det en längre tid av släkten Palmcreutz, därefter von Essen af Zellie, Cock fram till 1830, genom köp släkten till släkten Colliander och såldes 1847 till lagman Tage Sylvan. Det tillhörde därefter släkterna Ness och Hagemann. Slottet ägs sedan 1965 av familjen Ahlström.
En runsten från vikingatiden, Bjäresjöstenen 3, finns bevarad i slottsparken.
Vid torvtäkt vid den torrlagda Bjärsjön påträffades 1886 ett bronskärl av ungerskt eller syditalienskt ursprung, från början av yngre bronsåldern.